# Prokópi
Prokópi (grec moderne : Προκόπιο) est un village du nord de l'île d'Eubée, en Grèce. Anciennement nommé Ahmet-agha, il est peuplé de réfugiés grecs (263 au total) originaires de la ville d'Ürgüp en Cappadoce (Turquie), en grec Prokópi. Ce village est connu pour les reliques de Saint-Jean-le-Russe rapportées par des religieux.